# Distenia striaticollis
Distenia striaticollis là một loài bọ cánh cứng trong họ Cerambycidae.